# Ghosts (canción de Ladytron)
«Ghosts» es el primer sencillo del cuarto álbum de estudio de la banda Ladytron llamado Velocifero. La canción entró a la posición 109° en UK singles chart. La canción ha sido incluida en videojuegos como NBA Live 09, Need for Speed: Undercover, LittleBigPlanet 2 y en Los Sims 3 como una canción personalizada. Además apareció en la película Sorority Row.

## Canciones del sencillo
Sencillo en CD
1."Ghosts" (Single Edit) 4:31
2."Ghosts" (Toxic Avenger Mix) 3:35
3."Ghosts" (Casete Jam Mix) 6:47
4."Ghosts" (Modwheelmood Mix) 4:29
[7"]
1."Ghosts" (Single Edit) 4:31
2."Ghosts" (Toxic Avenger Mix) 3:35

## Vídeo musical
El vídeo musical fue dirigido por Joseph Kahn y muestra a los miembros de Ladytron manejando y caminando solos en un desierto repleto de conejos y lobos, y en algunas escenas ellos desaparecen al igual que fantasmas (Ghosts en inglés).
El vídeo hace muchas referencias al libro Watership Down.